# Las fuerzas vivas
Las fuerzas vivas es una película mexicana dirigida por Luis Alcoriza. Filmada en 1975 de humor político, que describe perfectamente el fenómeno de la Revolución mexicana, reflejada satíricamente a través de lo que sucede en un pueblo apartado de los lugares en los que la verdadera Revolución se libraba encarnizadamente. 
Destaca por el profundo conocimiento que se deja sentir en torno a lo que en realidad fue la Revolución mexicana, esto es, más que una auténtica lucha, un verdadero rosario de componendas y arreglos entre los personajes que la protagonizaron. 
Pocas cintas en el Cine Nacional Mexicano han reunido la enorme cantidad de sobresalientes actores y actrices como las que participaron en esta película. 
Una gran cinta dirigida por el maestro Luis Alcoriza.
Las fuerzas vivas es una cinta que retrata de forma satírica y en ambiente festivo, lo que pasó en ese gran acontecimiento que fue la Revolución mexicana. Inicia la película cuando el corrupto cacique del pueblo Héctor Lechuga y líder además del bando de los conservadores, inaugura un busto en honor a su padre, de quien heredó el poder y el cacicazgo.
La ceremonia se da en medio de rechiflas y burlas por parte del grupo de los liberales, los pobres del pueblo, entre quienes se encuentran un herrero David Reynoso, quien lidera al bando de los liberales, acompañado de diversos personajes librespensadores entre los que destaca el profesor Héctor Ortega, el propio cantinero "Matías El Caballo" quien pronto habría de cambiar al bando de los conservadores, y otros simpatizantes del lugar. 
El centro de reunión de los liberales es precisamente la cantina del "Matías El Caballo": Manuel Capetillo y su esposa Carmen Salinas y desde allí comienza a tomar forma la idea de rebelarse contra los conservadores.
Los acontecimientos se precipitan cuando en la ceremonia de inauguración del busto del papá del Alcalde, llegan las noticias que las fuerzas revolucionarias están luchando contra el gobierno del General Porfirio Díaz. Los liberales del pueblo deciden tomar por asalto el El Palacio Municipal y con ello, simbólicamente el poder.
De allí en adelante las escenas de toma de poder de parte de los liberales y de los conservadores se va dando de manera secuencial. 
Ayuda a los conservadores el cura del pueblo Víctor Junco que no puede ocultar su odio por los liberales, y quien es seguido por los prohombres del pueblo, como: el juez Carlos López Moctezuma, el boticario, etc., todos seguidores de Don Porfirio, todos al pendiente de lo que sucede en las cortes y casas reales europeas. 
La película aborda la problemática de la Revolución Mexicana desde diversos ángulos, el drama de la clase media atrapada entre la clase más humilde, carente de ideales y únicamente utilizada por la clase media como fuerza de choque; el profundo desprecio que sienten los conservadores hacia los liberales y que a su vez es bien correspondida por éstos hacia aquellos; el drama de los intelectuales, de los maestros, personificados en la inmejorable actuación del actor Héctor Ortega, siempre hambreados, siempre mal pagados, como por ejemplo, cuando le dice a Enrique Lucero yo tengo hambre, hambre, y cuando este último le replica que él tiene sabiduría, el maestro le responde: "...pues hazte un taco de sabiduría a ver si puedes..."; o bien cuando estaban en la cárcel, una señora Amparo Arozamena  le dice a un soldado: "...cállese porque le doy con la olla del mole..." y el maestro pregunta: "...Trae mole, de guajolotito..." y al final cuando todos están peleando, el maestro comiendo, como símbolo de lo mal pagado que están en México los mentores. Retrata también al ejército, personificado por Chucho Salinas, el Coronel, que en varias escenas se autocondecora, poniéndose a sí mismo preseas y medallas. O a través de José Chávez Trowe, el sargento, quien al tratar el tema de para quien iban a trabajar y su correspondiente salario, después de oír el nebuloso ofrecimiento que al respecto hace Héctor Ortega, le responde:"...maestro póngamelo en pesos y centavos...", es decir, un ejército comprometido con quien mejor les pague y que a lo largo de la cinta y alternadamente, irán sirviendo con igual eficacia tanto a liberales, como a conservadores. 
Refleja también en los conservadores, el oficio de poder, de mando, de prontos a traicionar y traicionarse inclusive a sí mismos, arreglándose tanto conservadores, como liberales, llegando a acuerdos, haciéndose recíprocas promesas que en la vida real, pronto serían rotas y dejándose tanto en la cinta, como en la realidad, fuera del templete donde están reunidos, al final, tanto conservadores como liberales.
Constituye el presagio, magníficamente retratado por el maestro Alcoriza, del baño de sangre que al grito de "Viva Cristo Rey", tanto lastimaría a miles y miles de mexicanos que estuvieron inmersos en ese drama, esto es, el anuncio de lo que fue la sangrienta y brutal Guerra Cristera.
Esta cinta ganó el premio al Mejor Guion, en el Festival de Cartagena, Colombia, en 1976.

## Reparto
- David Reynoso como Eufemio.
- Armando Silvestre como Rómulo.
- Héctor Lechuga como Benito.
- Carmen Salinas como Doña Hortensia, esposa de El Caballo.
- Chucho Salinas como el Coronel Munguia.
- Héctor Suárez como Zapatero.
- Héctor Ortega como El Profesor.
- Manuel Capetillo como Matías El Caballo.
- Luz María Aguilar La esposa del Boticario.
- Sergio Ramos "El Comanche" como Don Irineo, el telegrafista.
- Manuel Medel
- Carlos López Moctezuma como El juez.
- Rosario Granados esposa del Juez.
- Víctor Junco como Silverio el sacerdote.
- Amparo Arozamena
- Lola Beltrán como Chabela, esposa de Eufemio.
- Victorio Blanco
- Sergio Calderón
- José Chávez Trowe como El Sargento.
- Federico Curiel "Pichirilo" como Ayudante del sacerdote.
- Farnesio de Bernal
- Gerardo del Castillo como Epitacio.
- Carmen del Valle
- Patricia Ferrer
- Lucía Guilmáin
- Roberto Guzmán
- Omar Jaramillo
- Graciela Lara
- Anabel Limón
- Francisco Llopis
- Marcela López Rey como Esposa del Alcalde.
- Enrique Lucero como Mateo.
- Gastón Melo
- Alejandra Meyer La esposa de Don Irineo.
- Gina Moret
- Noé Murayama como El Burrero.
- Yolanda Ochoa
- Leticia Perdigón como Hna. Gaytán
- Mónica Prado
- Ramiro Ramírez
- Gabriel Retes como el hijo del Alcalde.
- Sergio Reynoso
- Guillermo Segura
- Rebeca Silva
- Alfredo Varela "Varelita"
- Velia Vegar
- Yuyú
- Mário Zebadúa
- Adriana Laffan